# Karta bankomatowa
Karta bankomatowa – szczególny rodzaj karty płatniczej, powiązanej z rachunkiem klienta w banku, wykorzystywanej  tylko do transakcji w bankomatach, 
Jest to plastikowy prostokąt o wymiarach 85,60 × 53,98 mm (zgodnie z normą ISO/IEC 7810). Na powierzchni ma umieszczone znaki identyfikacyjne wydawcy i posiadacza oraz nośnik informacji (ścieżka magnetyczna, układy elektroniczne – tzw. chip, nośniki laserowe) zawierający zakodowane, szczegółowe informacje o wystawcy karty i rachunku posiadacza karty. Służą one do podejmowania gotówki w bankomacie bądź wykonywania innych operacji, które możliwe są z użyciem tego urządzenia, np. zmiana kodu PIN, sprawdzenie stanu rachunku, wydrukowanie historii transakcji na rachunku, złożenie prostego zlecenia płatniczego, operacje czekowe czy dostęp do funkcji depozytowych w bankomacie.
Podobne karty, najczęściej o niższym poziomie zabezpieczeń, wykorzystuje się w takich systemach jak telefony komórkowe, dekodery telewizji cyfrowej, ewidencja samochodów, bilety wieloprzejazdowe, karty parkingowe, karty benzynowe, klucze do elektronicznych zamków itp.
Z reguły banki odchodzą od kart bankomatowych na rzecz kart płatniczych (głównie debetowych i kredytowych) wyposażonych jednocześnie w funkcję umożliwiającą wypłatę gotówki z bankomatu. Używając karty debetowej można zarówno skorzystać z bankomatu, jak i dokonywać płatności za towary i usługi.